# Никогосян, Альберт Романович
Альберт Романович Никогосян (родился 4 января 1997 года в Красноярске, Красноярский край) — российский регбист, хукер.

## Клубная карьера
Родился в Красноярске, учился в красноярской гимназии №7 (вместе с Евгением Малышкиным), воспитанник клубной академии «Енисея-СТМ». На первых порах выступал за дубль «тяжелой машины», параллельно учась в СибГАУ. Стал чемпионом России среди юношей по регби-7. Поскольку тренировки совпадали по времени с занятиями, у Альберта постепенно образовалась задолженность по учёбе из-за чего ему пришлось пропускать тренировки, чтобы закрыть «дыры». В итоге тренер поставил игрока перед выбором между регби и учёбой: Альберт выбрал учёбу. В СибГАУ не бросил регби, играл за университетскую команду «Соболь». После перешел в пермский «Витязь», однако из-за финансовых проблем покинул команду. Был на просмотре в ЦСКА, но по условиям контракта договорённость достигнута не была. Перед стартом сезона 2019 года оказался в «Металлурге», где постепенно стал игроком основного состава.

## Карьера в сборной
Альберт имеет звание мастера спорта по регби. Призывался в состав сборной России U17 на отборочные матчи в Лиссабоне, Португалия. Является чемпионом Европы группы А в составе сборной России по регби U18 (Тулуза, Франция). Входил в состав сборной России U19 в серии Московских матчей против команды AVS(ЮАР).